# Volterra
Volterra település és község (comune) Olaszország Toszkána régiójában, Pisa megyében.

## Története

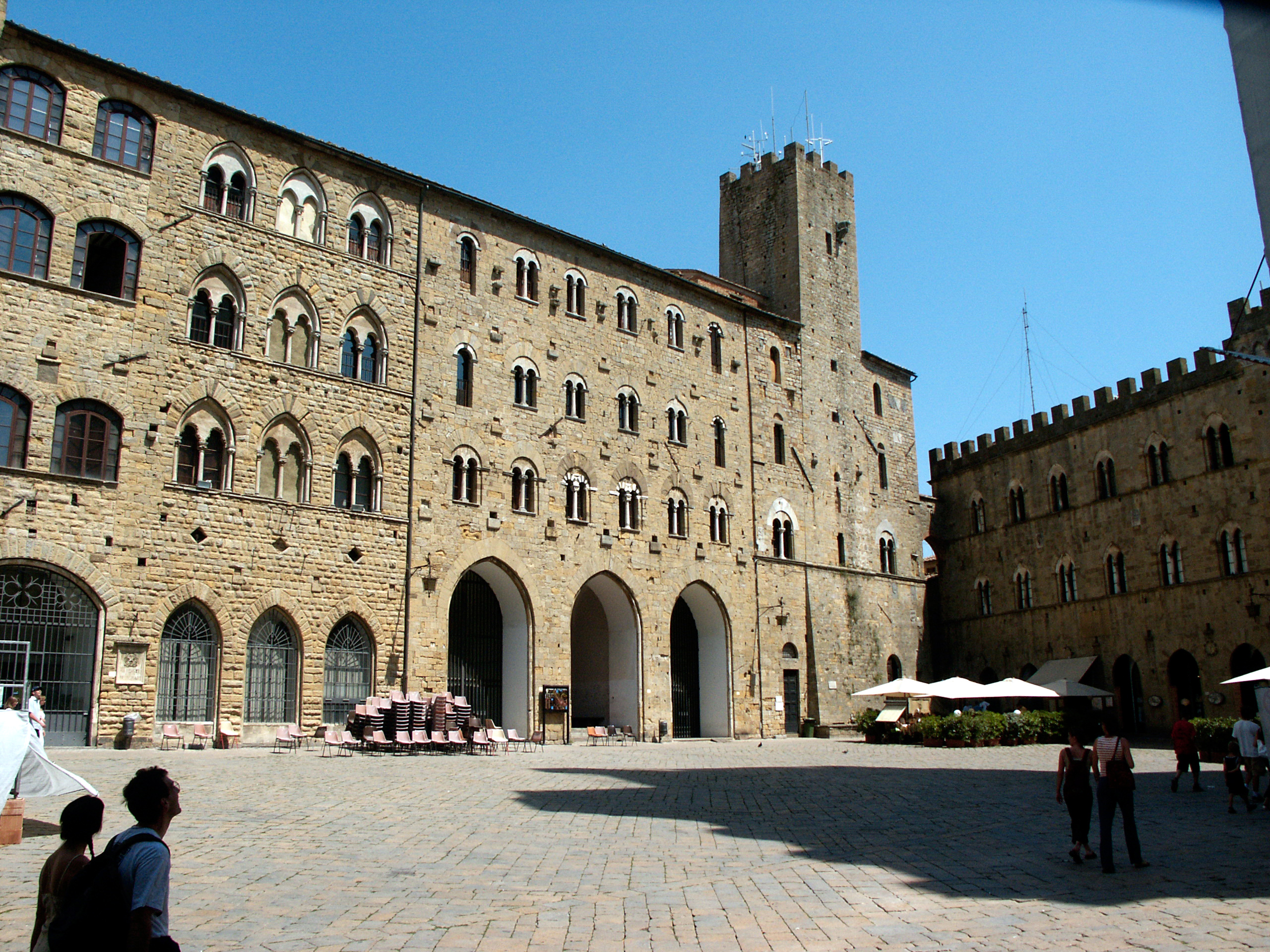
A Piazza del Priori

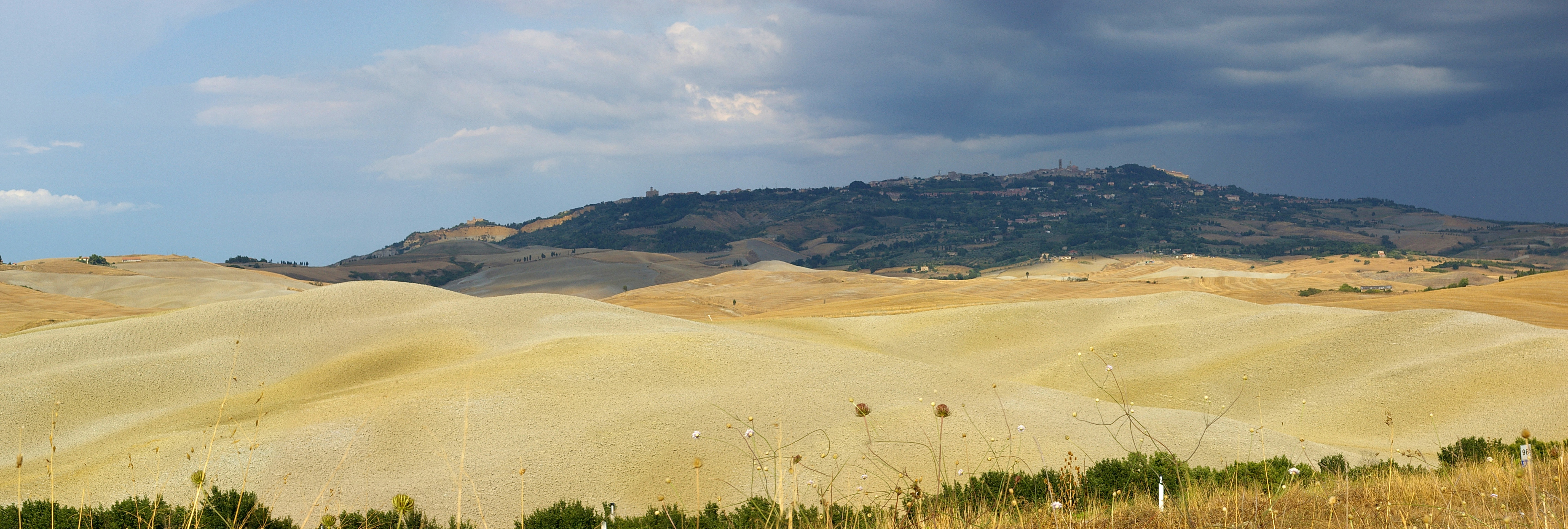
A környéken elterülő dombvidék

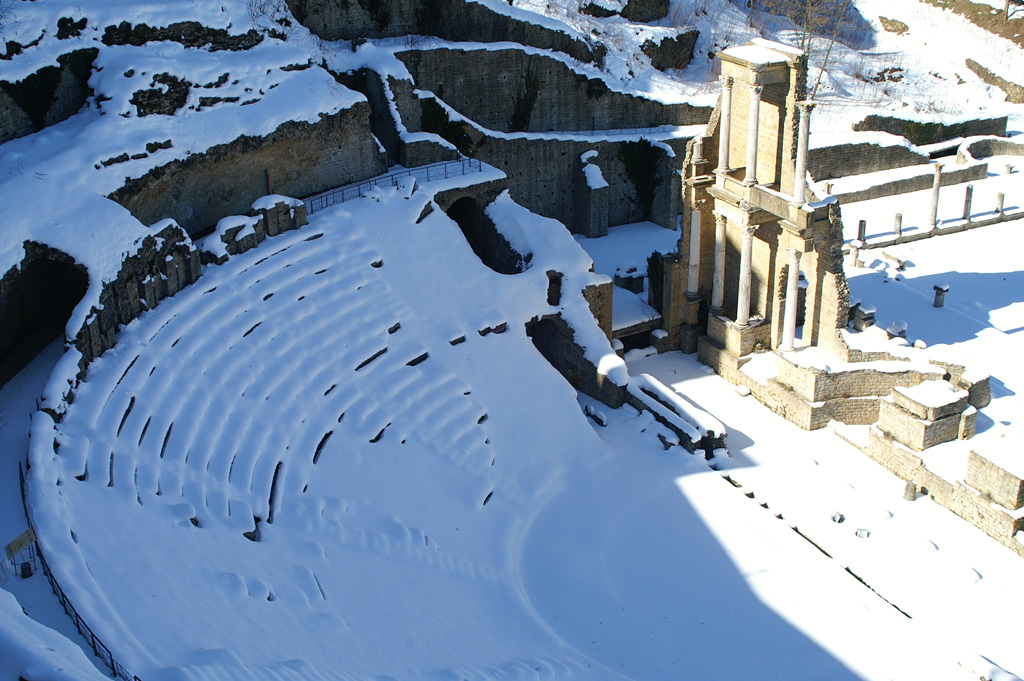
Római kori színház

Volterra helyén már a újkőkorszak korában is volt település. Később fontos etruszk központ volt, majd a római korban municipiummá vált. Az 5. században a város püspöki rezidenciaként működött. Vallási erejét a 12. század során is megtartotta. A püspökség megtagadásával Volterra magára vonta Firenze figyelmét. Firenze a korábbi lázadások alkalmával már többször is legyőzte a települést. A Firenzei Köztársaság 1530-as megdöntését követően Volterra a Medici-család, majd később a Toszkánai Nagyhercegség (Granducato di Toscana) uralma alá került.

## Fő látnivalók
- Római kori színház (i. e. I. század), az 1950-es években tárták fel.
- Piazza dei Priori, egyike Olaszország leggyönyörűbb tereinek.
- Palazzo dei Priori
- Santa Maria Assunta katedrális. A 12. században bővítették ki egy földrengést követően. Többek közt Santi di Tito, Giovanni Balducci és Agostino Veracini mestermunkáit, Benozzo Gozzoli freskóit, illetve számos más olasz művész munkáit láthatjuk a katedrálisban. A közelben található az 1493-as harangtorony, valamint egy kápolna is.
- A Medici-erőd (Maschio) ma fegyházként működik.
- Guarnacci etruszk múzeum, több ezer antik görög urnával.

A városon kívül, Lajatico irányában található egy Medici-villa, a Villa di Spedaletto. A közeli Valle Bona területen etruszk síremlékek ásatása folyik.

## Testvérvárosok
- Mende,  Franciaország.
- Wunsiedel,  Németország.

## Fordítás
- Ez a szócikk részben vagy egészben  a   Volterra című angol Wikipédia-szócikk fordításán alapul.  Az eredeti cikk szerkesztőit annak laptörténete sorolja fel. Ez a jelzés csupán a megfogalmazás eredetét és a szerzői jogokat jelzi, nem szolgál a cikkben szereplő információk forrásmegjelöléseként.